# Snelwegbus
De snelwegbus is een concept voor een nieuw te realiseren openbaarvervoersysteem. Het concept omvat een net van snelle (70–90 km/u) busverbindingen op autosnelwegen, met een hoge frequentie van 8 tot 20 keer per uur (vergelijkbaar met de metro). Het concept is ontwikkeld door Lex Boersma.

## Beschrijving
De snelwegbussen zouden stoppen langs de snelweg ter plaatse van aansluitingen van het onderliggend wegennet en bij kruisende spoorwegen en verbindingen van hoogwaardig openbaar vervoer. Op de stopplaatsen van de snelwegbus zouden parkeergelegenheden en fietsenstallingen komen, evenals huurfietsen en deelauto's. Volgens het vervoersconcept halteren de snelwegbussen langs de snelweg om een hoge gemiddelde snelheid te realiseren.
Regionale snelwegbussen zouden stoppen bij elke snelwegaansluiting, en een gemiddelde snelheid hebben van 70–75 km/u. Intercity-snelwegbussen zouden minder stations hebben (gemiddeld ca. elke 10 km) en een gemiddelde snelheid van 90 km/u kunnen bereiken.

## Proeven
De Tweede Kamer heeft in 2007 de minister van Verkeer en Waterstaat verzocht om onderzoek naar en pilots met de snelwegbus (met vluchtstrookgebruik). Het ministerie zou een drietal pilots ontwikkelen met een looptijd van 3 jaar en een uitgebreide evaluatie om de bereikte effecten vast te stellen.
Een pilot in de Utrechtse regio is mislukt en binnen een jaar na aanvang opgeheven. De snelwegbussen van en naar Utrecht vertoonden enige kenmerken van het concept van Boersma (zoals het rijden over vluchtstroken), maar misten andere eigenschappen: er waren geen haltes op de snelwegen en de bussen reden bedrijven- en P+R-terreinen op om passagiers te laten in- en uitstappen. De in het vooruitzicht gestelde gemiddelde snelheid, nodig om op reistijd te concurreren met de auto, werd daardoor niet gehaald. Ook de frequentie (vijfmaal per uur in de spits) was lager dan bij uitgangspunt van het concept van Boersma. Ten slotte was de proef alleen toegankelijk voor specifieke abonnementshouders. Het project is in april 2009 van start gegaan en op 1 februari 2010 beëindigd vanwege gebrek aan belangstelling (totaal circa 40 reizigers per dag).
Er wordt door veel buslijnen al wel gebruikgemaakt van trajecten over autosnelwegen, maar dit zijn geen snelwegbussen in de zin van het concept van Boersma. Dit worden Interliners of snelbussen genoemd, die woonwijken/of bedrijventerreinen inrijden en/of naar P+R-terreinen die op enige (rij)afstand van de snelweg weg liggen. De gemiddelde snelheid van deze Interliners is daardoor lager dan bij de snelwegbus het geval zou kunnen zijn.